# Betim Fazliji
Betim Fazliji, né le 25 avril 1999 à Vranje en Serbie, est un footballeur international kosovar, qui évolue au poste de défenseur central au FC Saint-Gall.

## Biographie

### FC Saint-Gall
Né à Vranje en Serbie, Betim Fazliji est formé en Suisse par le FC Saint-Gall, qu'il rejoint en 2014. Il signe son premier contrat professionnel le 12 juin 2019. Betim Fazliji joue son premier match en professionnel lors d'une rencontre de Super League le 27 juillet 2019 face au FC Bâle. Il est titularisé au poste de milieu défensif et son équipe s'impose par deux buts à un. C'est face à cette même équipe qu'il inscrit son premier but en professionnel, le 2 février 2020, en championnat. Le FC Saint-Gall l'emporte à nouveau par deux buts à un.

### FC St. Pauli
Le 15 juillet 2022, Betim Fazliji rejoint l'Allemagne pour s'engager en faveur du FC St. Pauli.

### Retour au FC Saint-Gall
Un an après son départ du FC Saint-Gall pour le FC St. Pauli, Betim Fazliji fait son retour dans le club suisse. Il signe le 21 juin 2023 pour un contrat courant jusqu'en juin 2027.
Fazliji marque son premier but depuis son retour au club le 23 septembre 2023, lors d'une rencontre de championnat face au Grasshopper Club Zurich. Il est titularisé et les deux équipes se neutralisent (1-1 score final). Ses prestations en septembre lui valent d'être nommé joueur du mois dans le championnat suisse. En novembre 2023, Fazliji se blesse gravement au genou gauche lors d'un entraînement, étant victime d'une rupture du ligament croisé. Son club annonce que sa saison est déjà terminée. Il fait son retour à l'entraînement en avril 2024.

### En sélection
En octobre 2020 il est convoqué pour la première fois avec l'équipe de Suisse espoirs mais refuse l'invitation, ayant choisi de représenter le Kosovo désormais.
Betim Fazliji est convoqué pour la première fois par Bernard Challandes avec l'équipe nationale du Kosovo en novembre 2020, et honore sa première sélection le 11 novembre 2020, face à l'Albanie. Il est titulaire lors de cette rencontre perdue par les siens (2-1).